# Sieliwonówka (przystanek kolejowy)
Sieliwonówka (biał. Селівонаўка, ros. Селивоновка) – przystanek kolejowy w miejscowości Sieliwonówka, w rejonie mołodeczańskim, w obwodzie mińskim, na Białorusi.